# Manozilglikoproteinska endo-beta-manozidaza
Manozilglikoprotein endo-beta-manozidaza (EC 3.2.1.152, endo-beta-manozidaza) je enzim. Ovaj enzim katalizuje sledeću hemijsku reakciju
hidroliza alfa-D-manozil-(1->6)-beta-D-manozil-(1->4)--acetil-beta--glukozaminil-(1->4)--acetil-beta--glukozaminil sekvence glikoproteina do alfa-D-manozil-(1->6)-D-manoze i N-acetil-beta--glukozaminil-(1->4)--acetil-beta--glukozaminil sekvenci
The supstratna grupa je supstituent na N-4 asparaginskog ostataka glikoproteina.

## Literatura
- Nicholas C. Price; Lewis Stevens (1999). Fundamentals of Enzymology: The Cell and Molecular Biology of Catalytic Proteins (Third изд.). USA: Oxford University Press. ISBN 019850229X.
- Eric J. Toone (2006). Advances in Enzymology and Related Areas of Molecular Biology, Protein Evolution (Volume 75 изд.). Wiley-Interscience. ISBN 0471205036.
- Branden C; Tooze J. Introduction to Protein Structure. New York, NY: Garland Publishing. ISBN 0-8153-2305-0.
- Irwin H. Segel. Enzyme Kinetics: Behavior and Analysis of Rapid Equilibrium and Steady-State Enzyme Systems (Book 44 изд.). Wiley Classics Library. ISBN 0471303097.

## Spoljašnje veze
- Mannosylglycoprotein+endo-beta-mannosidase на 